# Adelaide International 2020
Adelaide International 2020 чоловічий і жіночий тенісний турнір, що проходив на відкритих кортах з твердим покриттям в Аделаїді (Австралія). Належав до Туру ATP 2020 і Туру WTA 2020. 
Того року турнір проводився вперше, замінивши Sydney International, і тривав у Memorial Drive Tennis Centre з 12 до 18 січня 2020 року.

## Призові очки і гроші

### Розподіл очок
| Дисципліна                 | П   | Ф   | ПФ  | ЧФ  | 1/8 | 1/16 | Q   | Q2  | Q1  |
| Одиночний розряд, чоловіки | 250 | 150 | 90  | 45  | 20  | 0    | 12  | 6   | 0   |
| Парний розряд, чоловіки    | 250 | 150 | 90  | 45  | 0   | Н/Д  | Н/Д | Н/Д | Н/Д |
| Одиночний розряд, жінки    | 470 | 305 | 185 | 100 | 55  | 1    | 25  | 13  | 1   |
| Парний розряд, жінки       | 470 | 305 | 185 | 100 | 1   | Н/Д  | Н/Д | Н/Д | Н/Д |

### Розподіл призових грошей
| Дисципліна                 | П        | Ф       | ПФ      | ЧФ      | 1/8     | 1/161  | Q2     | Q1     |
| Одиночний розряд, чоловіки | $91,625  | $50,710 | $28,540 | $16,250 | $9,320  | $5,450 | $2,665 | $1,385 |
| Парний розряд, чоловіки *  | $30,900  | $15,840 | $8,580  | $4,910  | $2,880  | Н/Д    | Н/Д    | Н/Д    |
| Одиночний розряд, жінки    | $146,500 | $78,160 | $41,675 | $22,400 | $12,000 | $6,550 | $3,605 | $1,880 |
| Парний розряд, жінки *     | $46,000  | $24,200 | $13,200 | $6,800  | $3,700  | Н/Д    | Н/Д    | Н/Д    |

1Кваліфаєри отримують і призові гроші 1/16 фіналу.

*на пару

## Учасники чоловічих змагань

### Сіяні
| Країна    | Гравець              | Рейтинг1 | Посіяний |
| --------- | -------------------- | -------- | -------- |
| Австралія | Алекс де Мінор       | 18       | 1        |
| Канада    | Фелікс Оже-Аліассім  | 21       | 2        |
| Росія     | Андрій Рубльов       | 23       | 3        |
| Іспанія   | Пабло Карреньо Буста | 27       | 4        |
| США       | Тейлор Фріц          | 31       | 5        |
| Чилі      | Cristian Garín       | 33       | 6        |
| Німеччина | Ян-Леннард Штруфф    | 35       | 7        |
| США       | Рейллі Опелка        | 36       | 8        |

- 1 Рейтинг подано станом на 6 січня 2020.

### Інші учасники
Нижче наведено учасників, які отримали вайлдкард на участь в основній сітці:
- Алекс Болт
- Джеймс Дакворт
- Alexei Popyrin[4]

Нижче наведено гравців, які пробились в основну сітку через стадію кваліфікації:
- Грегуар Баррер
- Федеріко Дельбоніс
- Ллойд Гарріс
- Tommy Paul

Такі тенісисти потрапили в основну сітку як щасливий лузер:
- Сальваторе Карузо
- Jaume Munar
- Стефан Робер

### Знялись з турніру
- Алекс де Мінор → його замінив  Jaume Munar
- Новак Джокович → його замінив  Стефан Робер
- Люка Пуй → його замінив  Олександр Бублик
- Фернандо Вердаско → його замінив  Сальваторе Карузо

## Учасники основної сітки в парному розряді

### Сіяні
| Країна    | Гравець               | Країна     | Гравець       | Рейтинг1 | Сіяний |
| --------- | --------------------- | ---------- | ------------- | -------- | ------ |
| Колумбія  | Хуан Себастьян Кабаль | Колумбія   | Роберт Фара   | 2        | 1      |
| Польща    | Лукаш Кубот           | Бразилія   | Марсело Мело  | 12       | 2      |
| Німеччина | Кевін Кравіц          | Німеччина  | Андреас Міс   | 20       | 3      |
| Хорватія  | Іван Додіг            | Словаччина | Філіп Полашек | 25       | 4      |

- 1 Рейтинг подано станом на 6 січня 2020.

### Інші учасники
Нижче наведено пари, які отримали вайлдкард на участь в основній сітці:
- Алекс Болт /  Alexei Popyrin
- Ллейтон Г'юїтт /  Джордан Томпсон

## Учасниці

### Сіяні
| Країна     | Гравчиня            | Рейтинг1 | Посіяний |
| ---------- | ------------------- | -------- | -------- |
| Австралія  | Ешлі Барті          | 1        | 1        |
| Румунія    | Сімона Халеп        | 3        | 2        |
| Чехія      | Петра Квітова       | 7        | 3        |
| Швейцарія  | Белінда Бенчич      | 8        | 4        |
| Нідерланди | Кікі Бертенс        | 9        | 5        |
| Білорусь   | Арина Соболенко     | 11       | 6        |
| США        | Софія Кенін         | 14       | 7        |
| Чехія      | Маркета Вондроушова | 16       | 8        |
| Німеччина  | Анджелік Кербер     | 18       | 9        |

- 1 Рейтинг подано станом на 6 січня 2020.

### Інші учасниці
Нижче наведено учасниць, які отримали вайлдкард на участь в основній сітці:
- Белінда Бенчич[5]
- Прісцілла Хон[5]
- Арина Соболенко
- Айла Томлянович[5]

Нижче наведено гравчинь, які пробились в основну сітку через стадію кваліфікації:
- Вікторія Голубич
- Дарія Касаткіна
- Бернарда Пера
- Юлія Путінцева
- Родіонова Аріна Іванівна
- Олександра Соснович

Такі тенісистки потрапили в основну сітку як a щасливий лузер:
- Тімеа Бабош
- Віталія Дяченко
- Татьяна Марія

### Знялись з турніру
До початку турніру
- Кікі Бертенс → її замінила  Віталія Дяченко
- Джоанна Конта → її замінила  Анастасія Павлюченкова
- Петра Квітова → її замінила  Тімеа Бабош
- Петра Мартич → її замінила  Сє Шувей
- Алісон Ріск → її замінила  Татьяна Марія
- Вінус Вільямс → її замінила  Белінда Бенчич

## Учасниці в парному розряді

### Сіяні
| Країна | Гравчиня           | Країна     | Гравчиня       | Рейтинг1 | Сіяна |
| ------ | ------------------ | ---------- | -------------- | -------- | ----- |
| США    | Ніколь Мелічар     | КНР        | Сюй Їфань      | 28       | 1     |
| Чехія  | Квета Пешке        | Нідерланди | Демі Схюрс     | 35       | 2     |
| Канада | Габріела Дабровскі | Хорватія   | Дарія Юрак     | 50       | 3     |
| КНР    | Дуань Інін         | США        | Дезіре Кравчик | 57       | 4     |

- 1 Рейтинг подано станом на 6 січня 2020.

## Переможці

### Одиночний розряд, чоловіки
- Андрій Рубльов —  Ллойд Гарріс, 6–3, 6–0

### Одиночний розряд, жінки
- Ешлі Барті —  Даяна Ястремська, 6–2, 7–5

### Парний розряд, чоловіки
- Максімо Гонсалес /  Фабріс Мартен —  Іван Додіг /  Філіп Полашек, 7–6(14–12), 6–3

### Парний розряд, жінки
- Ніколь Мелічар /  Сюй Їфань —  Габріела Дабровскі /  Дарія Юрак, 2–6, 7–5, [10–5]